# Pierre Auger (acteur)
Pour les articles homonymes, voir Pierre Auger (homonymie) et Auger.
 (janvier 2021).
Pierre Auger, né le 16 août 1960, est un comédien canadien spécialisé dans le doublage.
Il est notamment la voix québécoise des acteurs connus comme Ben Affleck, Russell Crowe, Paul Giamatti, Will Smith, John Cusack, Jamie Foxx, Kevin Spacey, Cuba Gooding Jr., Viggo Mortensen, Brendan Fraser, Aaron Eckhart, Frank Grillo, Alec Baldwin, Benjamin Bratt, Michael Madsen et Liev Schreiber.

## Doublage
Note : la liste ci-dessous fait référence aux doublages québécois

### Cinéma

#### Films
- Ben Affleck dans : (33 films)
  - À la conquête d'Amy (1997) : Silent Bob / Bluntman
  - Le Destin de Will Hunting (1997) : Chuckie Sullivan
  - Fantomes (1998) : Shérif Bryce Hammond
  - Shakespeare et Juliette (1998) : Ned Alleyn
  - Méprise multiple (1998) : Holden McNeil
  - Armageddon (1998) : Albert Jones “A.J.” Frost
  - Dogma (1999) : Bartleby
  - Un Amour infini (2000) : Buddy
  - Le Clan des millionnaires (2000) : Jim Young
  - Une soirée parfaite (2001) : Michael
  - Pearl Harbor (2001) : capitaine Rafe McCawley
  - Jay et Bob contre-attaquent (2001) : 	Holden McNeil/Ben Affleck
  - Changement de voie (2002) : Gavin Banek
  - La Somme de toutes les peurs (2002) : Jack Ryan
  - Gigli (2003) : Larry Gigli
  - La Paye (2003) : Michael Jennings
  - La Fille du New Jersey (2004) : Oliver « Ollie » Trinke
  - Hollywoodland (2006) : Georges Reeves
  - Coup Fumant (2007) : Jack Dupree
  - Laisse tomber, il te mérite pas (2009) : Neil
  - Essence (2009) : Dean
  - The Company Men (2010) : Bobby Walker
  - Argo (2012) : Tony Mendez
  - La banque gagne toujours (2013) : Ivan Block
  - Les Apparences (2014) : Nicholas « Nick » Dunne
  - L'Escadron suicide (2016) : Bruce Wayne / Batman
  - Batman v Superman : L'Aube de la justice (2016) : Bruce Wayne / Batman
  - Ils vivent la nuit (2016) : Joe Coughlin
  - Le Comptable (2016) : Christian Wolff
  - La Ligue des justiciers (2017) : Bruce Wayne / Batman
  - Hypnotic (2023) : Danny Rourke
  - Air : Courtiser une légende (2023) : Philip Knight
  - Flash (2023) : Bruce Wayne / Batman

- Russell Crowe dans : (24 films)
  - Un Peu de nous deux (1995) : Jeff Mitchell
  - Virtuosité (1995) : SID 6.7
  - Los Angeles Interdite (1997) : Bud White
  - Mystery, Alaska (1999) : John Biebe
  - L’Initié (1999) : Jeffrey Wigand
  - Preuve de vie (2000) : Terry Thorne
  - Cinderella Man (2005) : Jim Braddock
  - 3 h 10 pour Yuma (2007) : Ben Wade
  - Gangster américain (2007) : inspecteur Richie Roberts
  - Une vie de mensonges (2008) : Ed Hoffman
  - Jeux de pouvoir (2009) : Cal McAffrey
  - Tenderness (2009) : détective Cristofuoro
  - Robin des Bois (2010): Robin des Bois
  - Tout pour elle (2012) : John Brennan
  - L'Homme aux poings de fer (2012) : Jack Knife
  - L'Homme d’acier (2013) : Jor-El
  - Emprise sur la ville (2013) : Maire Hostetler
  - Conte d’hiver (2014) : Pearly Soames
  - Les Bons Gars (2016) : Jackson Healy
  - La Momie (2017) : Dr Henry Jekyll / Mr Hyde
  - Garçon effacé (2018) : Marshall Eamons
  - Enragé (2020) : Tom Cooper
  - Thor : Amour et tonnerre (2022) : Zeus
  - Poker Face (2022) : Jake Foley

- Will Smith dans : (19 films)
  - Le jour de l’indépendance (1996) : Steven Hiller
  - Hommes en noir (1997) : Agent J
  - Ennemi d'État (1998) : Robert Clayton Dean
  - Ali (2001) : Cassius Clay
  - Hommes en noir 2 (2002) : Agent J
  - Hitch (2005) : Hitch
  - La Poursuite du bonheur (2006) : Chris Gardner
  - Je suis une légende (2007) : Robert Neville
  - Hancock (2008) : John Hancock
  - Sept vies (2008) : Ben Thomas
  - Hommes en noir 3 (2012) : James Edwards III / Agent J
  - Après la Terre (2013) : Cypher Raige
  - Focus (2015) : Nicky Spurgeon
  - Commotion (2015) : Dr Bennet Omalu
  - Beauté cachée (2016) : Howard Inlet
  - L'Homme Gémeau (2019) : Henry Brogan / Junior
  - Mauvais garçons pour la vie (2020) : Mike Lowrey
  - King Richard : Au-delà du jeu (2021) : Richard Williams
  - Mauvais garçons : À la vie, à la mort (2024) : Mike Lowrey

- John Cusack dans : (18 films)
  - Minuit dans le jardin du bien et du mal (1997) : John Kelso
  - La Mince Ligne rouge (1999) : Cpt. John Gaff
  - L'Histoire de mon père (1999) : Eddie Sharp
  - Vol à vue (1999) : Nick Falzone
  - Le Maître du jeu (2003) : Nicholas Easter
  - La Moisson de glace (2005) : Charlie Arglist
  - 1408 (2007) : Mike Enslin
  - L’enfant de Mars (2007) : David Gordon
  - Adieu Grace (2008) : Stanley Phillips
  - Assassins, Inc. (2008) : Brand Hauser
  - 2012 (2009) : Jackson Curtis
  - Le Spa à remonter dans le temps (2010) : Adam
  - Le Corbeau (2012) : Edgar Allan Poe
  - Le Porteur (2014) : Jack
  - Le Prince (2014) : Sam
  - La carte des étoiles (2014) : Dr. Stafford Weiss
  - Le Spa à remonter dans le temps 2 (2015) : Adam
  - Cellulaire (2016) : Clay Riddell

- Paul Giamatti dans : (17 films)
  - L'Homme sur la Lune (1999) : Bob Zmuda
  - La Planète des singes (2001) : Limbo
  - En Toute Confiance (2003) : Gordo
  - La Dame de l'eau (2006) : Cleveland Heep
  - Feu à volonté (2007) : Hertz
  - Le Frère Noël (2007) : Nick Noël
  - Le Monde de Barney (2010) : Barney Panofsky
  - Gagnant Gagnant (2011) : Mike Flaherty
  - Les Marches du pouvoir (2011) : Tom Duffy
  - Assiégés (2011) : le roi Jean
  - L'Ère du rock (2012) : Paul Gill
  - Esclave pendant douze ans (2013) : Theophilus Freeman
  - Sauvons M. Banks (2013) : Ralph
  - Parkland (2013) : Abraham Zapruder
  - San Andreas (2015) : Lawrence
  - Straight Outta Compton (2015) : Jerry Heller

- Kevin Spacey dans : (15 films)
  - Sept (1995) : John Doe
  - Le Négociateur (1998) : Chris Sabian
  - Payez au Suivant (2000) : Eugène Simonet
  - K-PAX : L'Homme qui vient de loin (2001) : Prot / Robert Porter
  - Nœuds et Dénouements (2001) : Quoyle
  - Austin Powers contre l'homme au membre d'or (2002) : Lui-même / docteur Terreur
  - Edison (2005) : Levon Wallace
  - Le Retour de Superman (2006) : Lex Luthor
  - 21 (2008) : Mickey Rosa
  - Les Hommes qui regardent les chèvres (2009) : Larry Hooper
  - Moon (2009) : Gerty le robot (voix)
  - Casino Jack (2011) : Jack Abramoff
  - Marge de manœuvre (2011) : Sam Rogers
  - Les neuf vies de M. Boule-de-poil (2016) : Tom Brand
  - Baby le chauffeur (2017) : Doc

- Jamie Foxx dans : (15 films)
  - Piégé (2000) : Alvin Sanders
  - Ray (2004) : Ray Charles
  - Jarhead (2005) : le sergent Sykes
  - Deux flics à Miami (2006)  : détective « Rico » Tubbs
  - Le Soliste (2009) : Nathaniel Ayers
  - Un honnête citoyen (2009) : Nick Rice
  - La Saint-Valentin (2010) : Kelvin Moore
  - Date prévue (2010) : Jim
  - Méchants patrons (2011) : Dean « MF » Jones
  - Django déchaîné (2012) : Django
  - Maison Blanche en péril (2013) : le président des États-Unis James W. Sawyer
  - L'Extraordinaire Spider-Man 2 (2014) : Maxwell Dillon / Electro
  - Méchants patrons 2 (2014) : Dean MF Jones
  - Robin des Bois (2018) : Petit Jean
  - Spider-Man : Sans retour (2021) : Maxwell Dillon / Electro

- Cuba Gooding Jr. dans : (14 films)
  - Jerry Maguire (1996) : Rod Tidwell
  - Instinct (1999) : Theo Caulder
  - Facteur Éolien (1999) : Arlo
  - L’Honneur à Tout Prix (2000) : Carl Brashear
  - Course folle (2001) : Owen Templeton
  - Zoolander (2001) : Lui-même
  - Chiens des neiges (2002) : Ted
  - Croisière en folie (2003) : Jerry
  - Radio (2003) : James
  - Enjeu final (2006) : Alex Thomas
  - Héros recherché (2008) : Liam Case
  - La fosse du diable (2009) : Mack
  - Sacrifice (2011) : John Hebron
  - L’Escadron Red Tails (2012) : major Emanuelle Stance
- Frank Grillo dans : (13 films)
  - En toute loyauté (2008) : Eddie Carbone
  - La Frontières des ténèbres (2010) : Agent One
  - Prends mon âme (2011) : le détective Frank Paterson
  - Guerrier (2011) : Frank Campanz
  - Peur grise (2012) : John Diaz
  - La Force de l'ordre (2012) : Sarge
  - Protection (2013) : Cyrus Hanks
  - Mary et Martha : Deux mères courage (téléfilm) (2013) : Peter
  - La Purge : Anarchie (2014) : Leo Barnes
  - Démoniaque (2015) : Détective Mark Lewis
  - La Purge : L'Année Électorale (2016) : Leo Barnes
  - Riposte blindée (2018) : Jacob
  - Noire et flic (2019) : Terry Malone

- Benjamin Bratt dans : (12 films)
  - Le Bonheur... ou Presque (2000) : Ben
  - Miss Personnalité (2000) : Eric Matthews
  - Planète rouge (2000) : Lieutenant Ted Santen
  - Abandon (2002) : Wade Handler
  - La Femme-Chat (2004) : Tom Lone
  - La Peur du Loup (2005) : Carlos
  - Le Grand Raid (2005) : Lieutenant Colonel Mucci
  - L'Amour aux temps du choléra (2007) : Dr. Juvenal Urbino
  - L'infiltrateur (2016) : Juan Carlos ‘El Topo’ Pintera
  - Mise à l'épreuve 2 (2016) : Antonio Pope
  - L'infiltré (2016) : Roberto Alcaino
  - L'Exécuteur (2017) : Sanchez

- Viggo Mortensen dans : (11 films)
  - G. I. Jane (1997) : John Urgayle
  - Meurtre parfait (1998) : David Shaw
  - 28 Jours (2000) : Eddie Boone
  - Hidalgo (2004) : Frank Hopkins
  - Une histoire de violence (2005) : Tom Stall
  - Promesses de l'ombre (2007) : Nikolai Luzhin
  - Appaloosa (2008) : Everett Hitch
  - La Route (2009) : l’Homme
  - A Dangerous Method (2011) : Sigmund Freud
  - Le Livre de Green (2018) : Tony Lip
  - Treize Vies (2022) : Rick Stanton
- Liev Schreiber dans : (10 films)
  - Fantaises au bout du fil (1995) : Jerry Hackerman
  - La Rançon (1996) : Clark Barnes
  - Frissons 2 (1997) : Cotton Weary
  - Sphere (1998) : Ted Fielding
  - Frissons 3 (2000) : Cotton Weary
  - Kate et Leopold (2001) : Stuart Besser
  - Le candidat Mandchou (2004) : Raymond Shaw
  - Rébellion (2009) : Zus Bielski
  - Les Repreneurs (2010) : Frank
  - Salt (2010) : Ted Winter

- Alec Baldwin dans : (8 films)
  - Beetlejuice (1988) : Adam Maitland
  - La Jurée (1996) : l’enseignant
  - Paradis Piège (1996) : Dave Robicheaux
  - Voici Polly (2004) : Stan Indursky
  - L'Aviateur (2004) : Juan Trippe
  - Elizabethtown (2005) : Phil DeVoss
  - Agents Troubles (2006) : le capitaine George Ellerby
  - Le Bon Berger (2006) : Sam Murach

- Michael Madsen dans : (7 films):
  - Mon ami Willy (1993) : Glen Greenwood
  - Mon ami Willy 2 : La Grande Aventure (1995) : Glen Greenwood
  - Donnie Brasco (1997) : Dominic « Sonny Black » Napolitano
  - La fille de mon patron (2003) : T. J.
  - Tuer Bill : Volume 1 (2003) : Budd alias Sidewinder
  - Tuer Bill : Volume 2 (2004) : Budd alias Sidewinder
  - Les 8 Enragés (2015) : Joe Gage

- Elias Koteas dans : (4 films):
  - Teenage Mutant Ninja Turtles (1990) : Casey Jones
  - De quoi j'me mêle encore (1990) : Stuart Jensen
  - Novocaïne sur les dents (2001) : Harlan Sangster
  - Laisse-moi entrer (2010) :  le détective de la police + voix du père d'Owens

- 1989 : Batman : Jack Napier (jeune) (Hugo E. Blick)
- 1992 : Lune de miel à Las Vegas : Jack Singer (Nicolas Cage)
- 1997 : Double Identité : Dietrich Hassler (Nick Cassavetes)
- 1998 : Dark City : Dr Daniel P. Schreber (Kiefer Sutherland)
- 1998 : Le Masque de Zorro : Capitaine Harrison Love (Matt Letscher)
- 1998 : Perdus dans l'espace : Don West (Matt LeBlanc)
- 1999 : L'Homme bicentenaire : Rupert Burns (Oliver Platt)
- 2002 : Les Country Bears : M. Norbert Barrington (Stephen Tobolowsky)
- 2004 : Décadence : Zep Hindle (Michael Emerson)
- 2004 : Du Soleil plein la tête : Rob (David Cross)
- 2004 : Resident Evil: Apocalypse : Dr. Charles Ashford (Jared Harris)
- 2004 : L'armée des morts : Kenneth (Ving Rhames)
- 2004 : Le Tour du monde en quatre-vingts jours : M. Sutton (Adam Godley)
- 2005 : Batman : Le Commencement : détective Flass (Mark Boone Junior)
- 2005 : Hotel Rwanda : Grégoire (Tony Kgoroge)
- 2006 : Bobby : Timmons (Christian Slater)
- 2006 : Vol 93 : Todd Beamer (David Alan Basche)
- 2008 : La Momie : La Tombe de l'empereur Dragon : Rick O'Connell (Brendan Fraser)
- 2009 : Pelham 123 - L'ultime station : Walter Garder (Denzel Washington)
- 2010 : Chats et chiens : La revanche de Kitty Galore : Diggs (James Marsden)
- 2011 : La Dame de fer : Alfred Roberts (Iain Glen)
- 2012 : Chronicle : Richard Detmer (Michael Kelly)
- 2012 : The Dark Knight Rises : commissaire adjoint Peter Foley (Matthew Modine)

#### Longs-métrages d'animation
- La Petite Sirène (1989) : le prince Éric
- Pocahontas (1995) : Ben
- Histoire de jouets (1995) : le présentateur télé
- Anastasia (1997) : Raspoutine
- Scooby-Doo sur l'île aux zombies (1998) : patron de l'aéroport
- Rudolph, le petit renne au nez rouge : Le Film (1998) : Slail le renard / Éclair
- La Petite Sirène 2 : Retour à la mer (2000) : le prince Éric
- La Belle et le Clochard 2 (2001) : Jock
- Monstres, Inc. (2001) : Randall Boggs
- Cendrillon 2 : La Magie des rêves (2002) : Gus
- Les 101 dalmatiens 2: L'aventure londonienne de Patch (2003) : Horace
- Le livre de la jungle 2 (2003) : M.C
- Trouver Nemo (2003) : Marlin
- La Ferme de la prairie (2004) : Mir Jamal
- Petit Poulet (2005) : Habitant en colère
- Arthur et les Minimoys (2006) : Darkos
- La Vie sauvage (2006) : Camo
- Cendrillon 3 : Le Hasard du temps (2007) : Gus
- TMNT : Tortues Ninja (2007) : Casey Jones
- Bienvenue chez les Robinson (2007) : le journaliste
- Il pleut des hamburgers (2009) : le Maire
- Fantastique Maître Renard (2009) : Rat
- Raiponce (2010) : le petit brigand ivrogne
- Les Bagnoles 2 (2011) : Professor Zundapp
- L'Université des Monstres (2013) : Randall Boggs
- Dragons 2 (2014) : Drago
- Trolls en boîte (2014) : Herbert Trubshaw
- Ratchet et Clank (2016) : Drek
- Trouver Doris (2016) : Marlin
- Lego Batman, le film (2017) : Double-Face
- Les Incroyable 2 (2018) : l'inframineur

### Télévision

#### Séries télévisées
- 1989 : Les Simpson : Willie le jardinier (depuis 2000), Cletus Spuckler, Jasper Beardley
- 1992 : Iris, le gentil professeur : Professeur Iris
- 1993 : Les grands procès : Policier #1

#### Téléfilms
- 2017 : Enquêtes gourmandes : Festin mortel : Jim Ross (Bruce Boxleitner)
- 2020 : Enquêtes gourmandes : Le secret du chef : Jim Ross (Bruce Boxleitner)